# Émile Bouchard
Joseph Émile Alcide Bouchard (Montréal, 4 settembre 1919 – Longueuil, 14 aprile 2012) è stato un hockeista su ghiaccio canadese.

## Biografia
Nel corso della sua carriera ha giocato con Verdun Maple Leafs (1937-1940), Montreal Jr. Canadiens (1940/41), Providence Reds (1940/41) e Montreal Canadiens (1941-1956).
Nel 1966 è stato inserito nella Hockey Hall of Fame.